# Arne Häggqvist
Arne Robert Häggqvist, född 19 juni 1911 i Hagge, Norrbärke socken, död 9 april 1985 i Stockholm, var en svensk författare, översättare och lärare. 

## Biografi
Häggqvist, vars far var folkskollärare, tog studentexamen i Västerås. Efter en studieresa till Frankrike studerade han franska, nordiska språk och litteraturhistoria vid Uppsala universitet. Han specialiserade sig på stilistik, och blev 1939 filosofie licentiat på en uppsats om Hjalmar Bergman. 1948 anställdes han vid Frans Schartaus gymnasium i Stockholm, där han från 1954 var lektor.
I slutet av 1930-talet lärde han känna Nils Ferlin, och kom 1942 att skriva den första boken om honom. Häggqvist grundade konstförlaget Ars och dåtidens omtalade debattklubb Klubb 44, som gästades av bl.a. T.S. Eliot, Artur Lundkvist och Jean Genet. Mest känd är Häggqvist troligen som introduktör och tolkare av en lång rad författarskap, däribland Jacques Prévert, Jean-Paul Sartre, Henri Michaux, Juan Ramón Jiménez, Ernest Hemingway, Tudor Arghezi, Federico García Lorca, Colette och Nâzım Hikmet. Introduktionen av Jiménez bidrog till dennes Nobelpris 1956. 
Han skrev även reseskildringar och konstkritik i bland annat Aftonbladet. Som journalist intervjuade han Edith Piaf, Hemingway, Andy Warhol och Dali. I essäböckerna Obehagliga författare och Blandat sällskap gav han levande porträtt av Paul Celan, Jean Genet, Pablo Picasso, Joan Miró och Salvador Dalí. Häggqvist behandlade i sina böcker en rad varierande ämnen: Olé, olé (1966) blev bibeln för tjurfäktning-aficionados, Konst och konstköp (1975) en oumbärlig bok för konstvänner. Han lär ha haft Sveriges största slipssamling och skrev boken Kravatten som lust och last (1978). Största cocktailboken (1982) är en bibel för bartendrar. Hans sista bok blev de frispråkiga memoarerna Nästan hela sanningen (1984).

### Privatliv
Åren 1933–1947 var han gift med Elisabeth Treffenberg. I andra äktenskapet var han 1949–1956 gift med Inga Wenblad. Han är far till musikbranschveteranen Dag Häggqvist och journalisten Cyril Hellman.
Arne Häggqvist är gravsatt i minneslunden på Skogskyrkogården i Stockholm.

## Översättningar
- Colette, Varieté [La vagabonde] (Stockholm: Steinsvik, 1944)
- Jens August Schade, Människor möts och ljuv musik uppstår i hjärtat, ill. Anne Grete (Stockholm: Ars, 1945)
- Colette, Chéri (Stockholm: Steinsvik, 1945)
- Jean-Paul Sartre, Existentialismen är en humanism [L'existentialisme est un humanisme] (Stockholm: Bonnier, 1946)
- Julien Gracq, Evighetens gäster [Au château d'Argol] (Stockholm: Wahlström & Widstrand, 1949)
- Antonio Buero Vallejo, Brinnande mörker: drama i tre akter [En la ardiente oscuridad] (Stockholm: Sandberg, 195?)
- Jacques Prévert, Ord, red. och övers. (Stockholm: Wahlström & Widstrand, 1952)
- Alexandre Dumas d.ä., Greven av Monte-Cristo [Le comte de Monte Cristo], ill. Stig Södersten (Stockholm: Bonnier, 1954)
- Du i mitt hjärta: spansk lyrik, red. och övers. (Stockholm: FiB:s lyrikklubb, 1955)
- Juan Ramón Jiménez, Silver och jag [Platero y yo] (Stockholm: Wahlström & Widstrand, 1956)
- Juan Ramón Jiménez, En nygift poets dagbok [Diario de poeta y mar] (Stockholm: Wahlström & Widstrand, 1957)
- Ernest Hemingway, Döden på eftermiddagen [Death in the Afternoon] (Stockholm: Bonnier, 1958)
- Colette, Kattan [La chatte], ill. Ulla Sundin-Wickman (Stockholm: Forum, 1959)
- Kärlek – rosor – näktergalar: 150 spanska coplas (Stockholm: FiB:s lyrikklubb, 1959)
- Jacques Prévert, Behagliga och obehagliga dikter (Malmö: Cavefors, 1960)
- Salvador Dalí, Salvador Dalís hemliga liv, 2 vol. (Malmö: Cavefors, 1961–62)
- Soleares = Ensamhet: spanska miniatyrdikter om kärlekens oro (Stockholm: FiB:s lyrikklubb, 1964)
- Ryska ord, red., ill. Bert Olls (Stockholm: Gothia, 1964)
- Tudor Arghezi, Dikter om människan: ett dikturval (Stockholm: FiB:s lyrikklubb, 1965)
- Egyptisk kärlekslyrik, ill. Eva Hultberg (Stockholm: Bok och bild, 1965)
- Pablo Picasso, Åtrån fångad i svansen [Le désir attrapé par la queue] (Stockholm: Arne & Hubert, 1966)
- Andalusisk kärlek: spanska coplas (Stockholm: FiB:s lyrikklubb, 1967)
- Jan Reseik, Mitt erotiska liv [My Secret Life], 14 vol. (Stockholm: Obelisk, 1967–68)
- Henri Michaux, Jag skriver till dig från ett fjärran land [L'espace du dedans] (Stockholm: Bok och bild, 1968)
- Yambo Ouologuem, Våld [Le devoir de violence] (Stockholm: Gidlund, 1970)
- Nazım Hikmet, Dikter om nu och alltid (Stockholm: Gidlund, 1970)
- Bulgarien: medeltida väggmålningar, företal André Grabar, inledning Krsto Mijatev (Örebro: IPC, 1972)
- Ferdnand Mourlot, En mästerlitografs minnen [Gravés dans ma mémoire] (Lidingö: Ed. Sonet, 1982)